# Ewa Guderian-Czaplińska
Ewa Maria Guderian-Czaplińska (ur. 25 kwietnia 1962 w Koszalinie, zm. 2 stycznia 2020 w Poznaniu) – dr hab. nauk humanistycznych, profesor Uniwersytetu im. Adama Mickiewicza w Poznaniu, badaczka teatru i dramatu antycznego i współczesnego, krytyczka teatralna, wykładowczyni uniwersytecka. W latach 2017–2019 dyrektorka Instytutu Teatru i Sztuki Mediów Wydziału Filologii Polskiej i Klasycznej UAM.

## Życiorys
W 1986 ukończyła studia filologiczne na Wydziale Filologii Polskiej i Klasycznej UAM (broniąc pracy magisterskiej dotyczącej współczesnej komedii polskiej).
Na tej samej uczelni w 1996 obroniła doktorat Między tradycją a awangardą. O dramatach Awangardzistów krakowskich, a w 2004 habilitowała się na podstawie pracy zatytułowanej Teatralna Arkadia. Poznańskie teatry dramatyczne 1918–1939.
W pracy badawczej i dydaktyce zajmowała się historią teatru i dramatu antycznego i współczesnego, szczególnie ich dzisiejszymi filiacjami, a także teatrem dwudziestolecia międzywojennego oraz krytyką teatralną w jej odsłonach historycznej i praktycznej. Uczestniczyła w życiu teatralnym, między innymi współpracując z „Didaskaliami. Gazetą teatralną” i miesięcznikiem „Dialog”, z Instytutem Teatralnym im. Zbigniewa Raszewskiego w Warszawie (m.in. jako członkini Komisji Artystycznej trzech edycji konkursu na Inscenizację Dzieł Literatury Dawnej „Klasyka Żywa”) oraz kapitułą Gdyńskiej Nagrody Dramaturgicznej. Była członkinią Polskiego Towarzystwa Badań Teatralnych oraz Komitetu Nauk o Sztuce Polskiej Akademii Nauk.
Od 1986 pracowała w Instytucie Filologii Polskiej Wydziału Filologii Polskiej i Klasycznej Uniwersytetu im. Adama Mickiewicza, od 1996 – w Zakładzie Dramatu i Teatru (utworzonym w ramach Instytutu, kierowanym przez profesor Dobrochnę Ratajczakową); w 2006 Zakład stał się Katedrą Dramatu, Teatru i Widowisk, a w 2017 decyzją Rektora UAM w miejsce Katedry powołano Instytut Teatru i Sztuki Mediów, którego Guderian-Czaplińska została dyrektorem. W 2019 w związku z reformą szkolnictwa wyższego oraz reorganizacją wydziałów Instytut Teatru i Sztuki Mediów został włączony do Wydziału Antropologii i Kulturoznawstwa Uniwersytetu im. Adama Mickiewicza w Poznaniu.
Pośmiertnie odznaczona Nagrodą im. Konstantego Puzyny, przyznawaną za łączenie twórczej działalności z zaangażowaniem w życie publiczne.

## Życie prywatne
Córka prawników Marii i Zenona Guderianów. Żona krytyka literackiego prof. Przemysława Czaplińskiego (ślub w 1984); matka Jana (ur. 1987) i Zuzanny (ur. 1991). Uczestniczka poznańskich biegów maratońskich (po raz pierwszy ukończyła maraton w 2008, po raz ostatni w 2017).
Zmarła na raka piersi w styczniu 2020. Jej ostatnia książka, Trojanki. Dziesięć prywatnych rad dla początkujących w chemioterapii potrójnie ujemnego raka piersi, jest poradnikiem dla pacjentek onkologicznych, połączonym z prywatnym dziennikiem choroby.

## Publikacje
Książki autorskie:
- Szara strefa awangardy. O dramatach Awangardzistów Krakowskich. Seria „Dramat w teatrze, teatr w dramacie”, Wrocław 1998.
- Album teatralne. Artyści poznańskich scen 1918-1939. Wydawnictwo Miejskie, Poznań 2003.
- Teatralna Arkadia. Poznańskie teatry dramatyczne 1918-1939. Wydawnictwo Naukowe UAM, Poznań 2004.
- Anna Świrszczyńska, Orfeusz. Wybór dramatów (przedmowa do nowej edycji dramatów i wybór tekstów), Warszawa 2013.

Książki zredagowane:
- Peter Brook, Ruchomy punkt. Czterdzieści lat poszukiwań teatralnych. Poznań 2004 (tłumaczenie z języka angielskiego i redakcja wspólnie z Grzegorzem Ziółkowskim).
- Mei Lanfang. Mistrz opery pekińskiej, Wrocław 2005 (tłumaczenie z języka angielskiego i redakcja wspólnie z Grzegorzem Ziółkowskim).
- Jadwiga M. Rodowicz, Boski dwumian, Wrocław 2009 (redakcja książki).
- Ko-mediana. Prace ofiarowane Profesor Dobrochnie Ratajczakowej. Wydawnictwo „Poznańskie Studia Polonistyczne”, Poznań 2013 (redakcja wspólnie z Krzysztofem Kurkiem).
- Teatralne przyjemności. Prace ofiarowane prof. Elżbiecie Kalembie-Kasprzak. Wydawnictwo „Poznańskie Studia Polonistyczne”, Poznań 2017 (redakcja wspólnie z Krzysztofem Kurkiem).
- Awangarda teatralna w Europie środkowo-wschodniej. Wybór tekstów źródłowych, Wydawca: Instytut Teatralny im. Zbigniewa Raszewskiego, Warszawa 2017 (redakcja wspólnie z Małgorzatą Leyko).